# Parque nacional de Kaziranga
El parque nacional de Kaziranga  es un parque nacional indio, ubicado en el estado de Assam, al sur del río Brahmaputra, sobre las llanuras constantemente inundadas por los monzones. La vegetación predominante es una mezcla de altos prados y bosques. Hay muchos pantanos, interconectando corrientes y lagos en el río, conocidos en la zona como bheels o bils. Al sur del parque se encuentran las Colinas Mikir que se elevan a más de 1000 metros. 
Kaziranga es famoso por su población de rinoceronte indio que es estimada en 1100 ejemplares, y este es el mejor lugar para observarlos en la India. La segunda población más grande de rinocerontes con más de 400 ejemplares, se encuentra en Chitwan, Nepal. 

## Historia

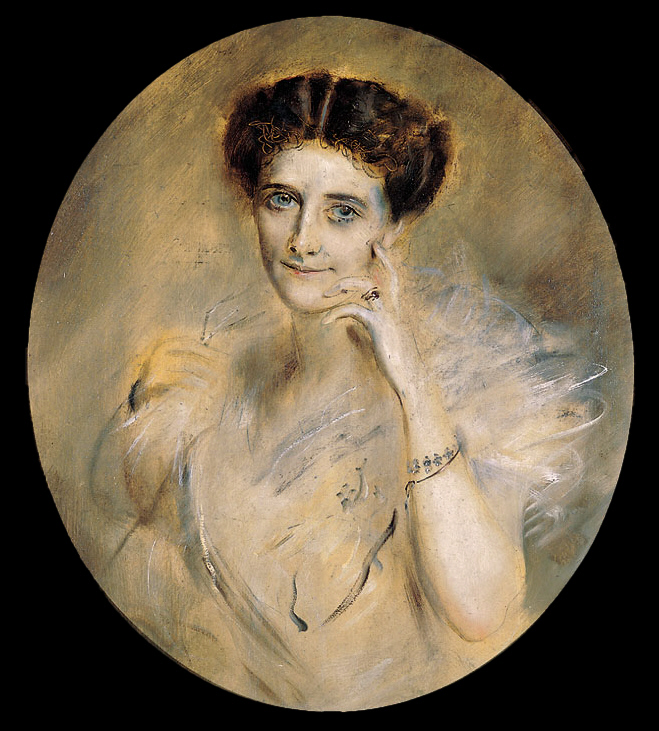
Mary Curzon, baronesa Curzon de Kedleston, y su esposo se atribuye haber empezado el movimiento para proteger la zona.

La historia de Kaziranga como zona protegida puede remontarse al año 1904, cuando Mary Curzon, baronesa Curzon de Kedleston, la esposa del virrey de la India, Lord Curzon de Kedleston, visitó la zona. Después de no poder ver un solo rinoceronte indio, por los que la zona era conocida, convenció a su esposo para que tomara medidas urgentes para proteger la menguante especie, lo que él hizo, iniciándose así la planificación para su protección. El 1 de junio de 1905, se creó la Propuesta de reserva forestal de Kaziranga con una superficie de 232 kilómetros cuadrados.
A lo largo de los tres años siguientes, la zona del parque fue ampliada en 152 kilómetros cuadrados, hasta las orillas del río Brahmaputra. En 1908, Kaziranga fue declara "reserva forestal". En 1916, fue recalificada como "santuario de caza de Kaziranga". Posteriormente en 1940 se transforma en un santuario de vida salvaje. Este santuario se rebautizó como "santuario de la vida salvaje de Kaziranga" en 1950 por P. D. Stracey, el conservador forestal, para eliminar las connotaciones de caza del nombre primitivo. En 1954, el gobierno de Assam aprobó una ley de protección del rinoceronte, con multas para quien cazara ilegalmente a este animal. Catorce años después, en 1968, el gobierno del estado aprobó la Ley de parques nacionales de Assam, proponiendo que Kaziranga fuese un parque nacional. Es elevado a la categoría de parque nacional el 11 de febrero de 1974, con 430 kilómetros cuadrados. 
Fue declarado Patrimonio de la Humanidad por la Unesco en el año 1985, debido a su medio ambiente único, con una superficie protegida de 42.996 ha.
Kaziranga ha padecido varios desastres, naturales y provocados por el hombre, en décadas recientes. Las inundaciones causadas por las crecidas del Brahmaputra llevaron a pérdidas significativas de animales. El movimiento separatista de Assam liderado por el Frente Unido de Liberación de Assam (ULFA) ha afectado a la economía de la región, pero ha respetado al parque nacional; de hecho, los rebeldes han proclamado que protegerán a los animales y, en casos extremos, han asesinado a cazadores furtivos, como se ha documentado desde los años ochenta.

## Clima
El clima del parque es tropical. Los veranos son calientes y el frío está presente en el invierno. La precipitación media es de 160 cm. Pero los meses de monzón traen intensos aguaceros, que a menudo inundan el parque. Durante los meses de julio y agosto, tres cuartas partes de la zona occidental del parque queda sumergida, debido a la elevación del nivel de las aguas del Brahmaputra. La inundación hace que la mayor parte de los animales migren a regiones elevadas y boscosas fuera del límite meridional del parque, como las colinas Mikir. 540 animales, incluyendo 13 rinocerontes y la mayor parte de los ciervos porcinos murieron en las inundaciones sin precedentes del año 2012. Sin embargo, ocasionalmente las sequías aparecen y también crean problemas, como escasez de comida y ocasionales incendios forestales.

## Flora

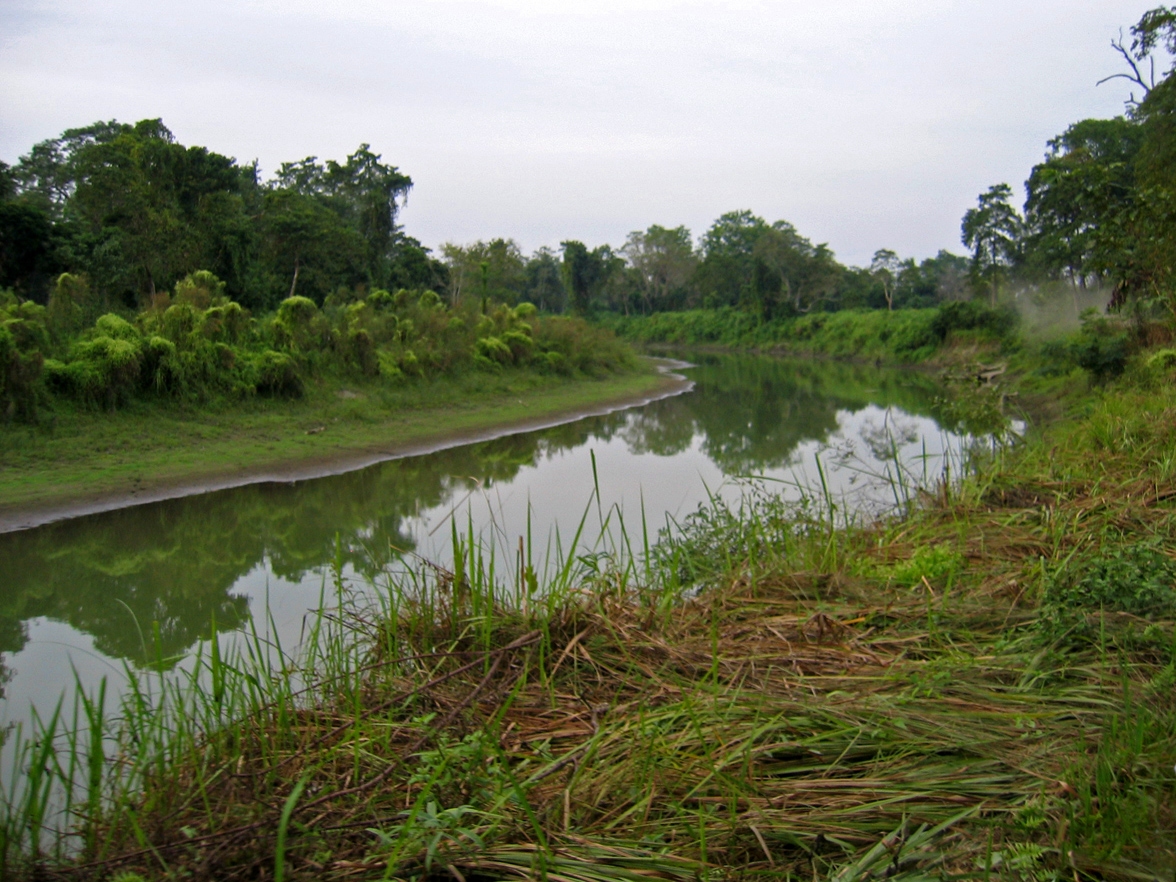
Praderas y bosques caducifolios de Kaziranga

Cuatro tipos principales de vegetación existen en este parque. Son: praderas inundadas aluviales bosques de sabana aluvial, bosques caducifolios mixtos húmedos tropicales y bosques semi-perennes tropicales. Fundándose en los datos de Landsat de 1986, el porcentaje de vegetación era: hierbas altas 41%, hierbas bajas 11%, jungla abierta 29%, pantanos 4%, ríos y otros cuerpos hídricos 8%, y arena 6%.

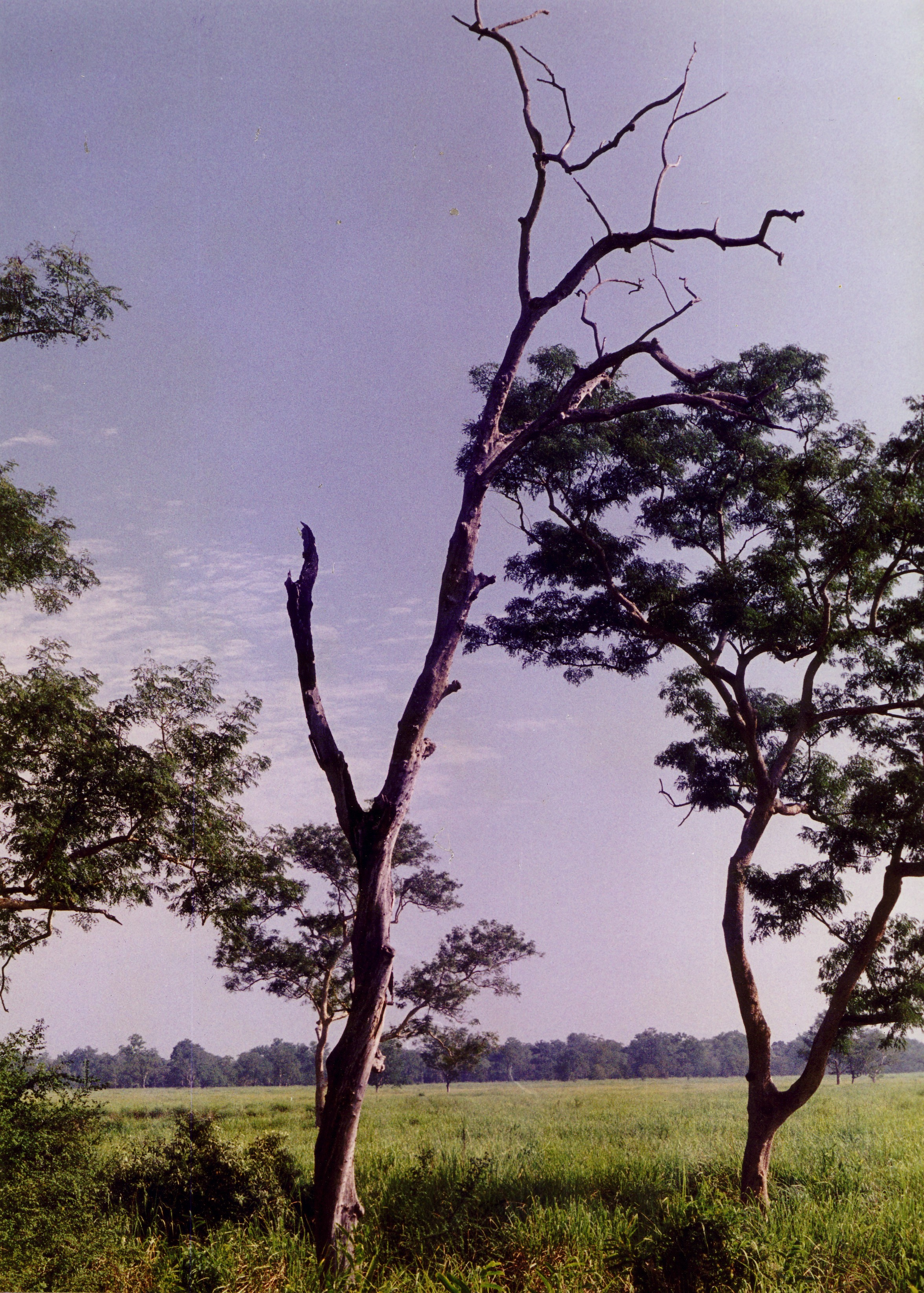
Vista de un árbol sin hojas, desde una atalaya en el P. N. de Kaziranga, contra un fondo de praderas y el bosque en la distancia.

Hay diferente altitud en la parte oriental y la occidental del parque, siendo la parte oeste más baja. El oeste del parque está dominado por praderas. Alta caña común se encuentra en terreno más alto, mientras que hierbas bajas cubren los terrenos inferiores rodeando las pozas creadas por la inundación (beels).[cita requerida] La inundación anual, el pastoreo de los herbívoros y la quema controlada mantienen y fertilizan las praderas y los juncos. Entre las especies de hierba alta que se pueden encontrar aquí está Saccharum spontaneum, Imperata cylindrica, caña común y junco común. Entre las hierbas, proporcionando cubierta y sombra, hay árboles dispersos, pertenecientes a especies como Careya arborea, grosellero de la India, el algodonero rojo (en los bosques de la sabana) y plantas de flores Dillenia (en las praderas inundadas). 
Espesos bosques de hoja perenne, cerca de Kanchanjhuri, Panbari, y Tamulipathar, contienen árboles como Aphanamixis polystachya, Talauma hodgsonii, Dillenia indica, Garcinia tinctoria, Ficus rumphii, Cinnamomum bejolghota, y especies de Syzygium. Bosques semi-perennes tropicales se encuentran cerca de Baguri, Bimali, y Haldibari. Árboles y arbustos frecuentes son Albizia procera, Duabanga grandiflora, Lagerstroemia speciosa, Crateva unilocularis, Sterculia urens, Grewia serrulata, Mallotus philippensis, Bridelia retusa, Aphania rubra, Leea indica, y Leea umbraculifera.
Hay muchas especies de plantas acuáticas en los lagos y las pozas, y a lo largo de las orillas de los ríos. La invasora jacinto de agua común es muy frecuente, a menudo colapsando los cuerpos de agua, pero se limpia durante las destructivas inundaciones. Otra especie invasora, la Mimosa invisa, que es tóxica para los herbívoros, fue limpiada por el personal del Kaziranga con la ayuda del Wildlife Trust of India en 2005.
También esta área es conocida por el famoso té de Assam. Durante el invierno y la primavera son visitadas las plantaciones de té para ver como las hojas son escogidas y procesadas.

## Fauna
Kaziranga contiene poblaciones que están criando significativas de 35 especies de mamíferos, de las cuales 15 están amenazadas según la Lista Roja de la UICN. El parque se distingue por ser el hogar de la mayor población mundial de rinoceronte indio (1.855), búfalo de agua salvaje (1.666) y ciervo de Duvaucel (barasinga) (468). Poblaciones significativas de grandes herbívoros incluye elefante indio o asiático (1.940), el gaur y el sambar (58). Entre los pequeños herbívoros se encuentran el muntjac, el jabalí y el ciervo porcino. Kaziranga tiene la mayor población mundial de búfalo de agua salvaje, el 57% de la población mundial.
Kaziranga es una de las escasas zonas de cría salvaje fuera de África para muchas especies de felinos, como los tigres de Bengala y los leopardos. Kazaringa fue declarada reserva del tigre en 2006 y tiene la mayor densidad de tigres en el mundo (uno por cada cinco km²), con una población de 118, según el último censo. Otros felinos incluyen el gato de la jungla, el gato pescador y el gato de Bengala. Pequeños mamíferos incluyen a la rara liebre híspida, la mangosta hindú gris y la pequeña asiática, la gran civeta india y la enana, el zorro de Bengala, el chacal dorado, el oso perezoso, el pangolín chino y el indio, el tejón porcino y el turón chino y la ardilla Hylopetes alboniger.
Nueve de las catorce especies de primates de la India se pueden ver en el parque. Destacan entre ellas el macaco de Assam, el langur o lutung de gorra y el langur dorado, así como el único simio que se puede encontrar en la India, el gibón hoolock. Los ríos de Kaziranga son también el hogar de una especie de delfín en peligro de extinción, el delfín del río Ganges.

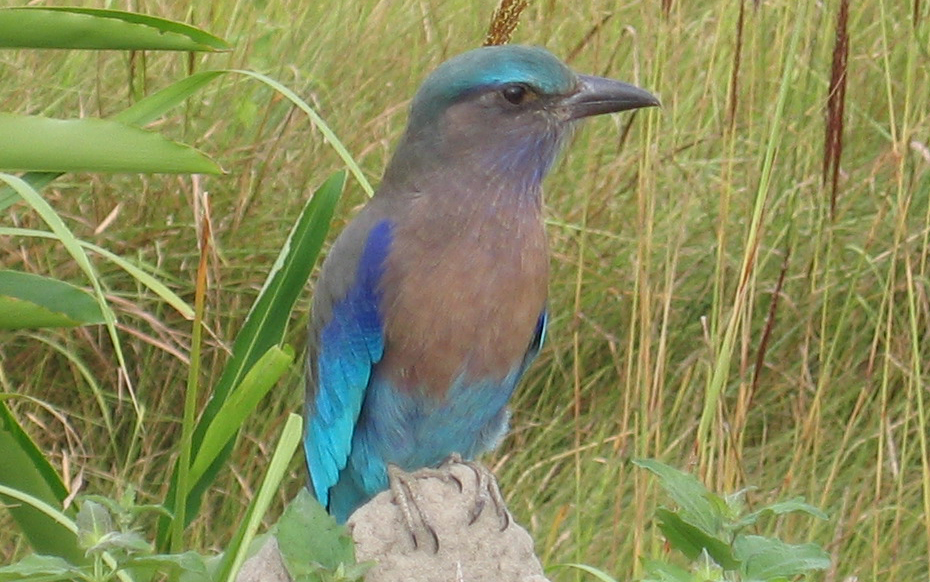
Un carraca india en Kaziranga.

El parque nacional de Kaziranga tiene una rica variedad de aves. Ha sido identificado por Birdlife International como un área importante para la conservación de las aves (AICA). Es el hogar de una variedad de aves migratorias, acuáticas, depredadoras, carroñeras y pájaros de caza. Pájaros como el ánsar chico, porrón pardo, porrón de Baer, marabú menor, marabú argala, jabirú asiático y el picotenaza asiático migran desde Asia central al parque en el invierno. Pájaros de ribera incluyen el martín pescador hércules, la garza de vientre blanco, los pelícanos ceñudo y oriental, el archibebe moteado y el charrán ventrinegro.: p.10  Aves de presa incluyen dos águilas, la rara imperial y la moteada, dos pigargos (el europeo y el de Pallas), el pigarguillo común, y el cernícalo primilla.
Kaziranga fue en el pasado el hogar de siete especies de buitres, pero su población ha alcanzado el punto de prácticamente extinta, supuestamente alimentándose de cadáveres de animales que contenían la droga Diclofenaco. Sólo han sobrevivido el buitre indio, buitre picofino y el buitre dorsiblanco bengalí. Aves de caza menor incluyen el francolín palustre, el sisón bengalí y la paloma purpúrea.: p.03 
Otras familias de aves que habitan en Kaziranga incluyen el cálao bicorne y el cálao gorginegro, timalíidoscomo el timalí de Jerdon y la tordina palustre, tejedores como el tejedor baya común y el amenazado tejedor de Finn, túrdidos como la tarabilla de Hodgson y sílvidos como la yerbera estriada. Otras especies amenazadas incluyen al picoloro pechinegro y la prinia de Burnes.: p.07–13 
En lo que se refiere a los reptiles del parque, cabe señalar que dos de las más grandes serpientes del mundo, la pitón reticulada y la pitón de Seba, así como la serpiente venenosa más larga del mundo, la cobra real, habitan en el parque. Otras serpientes que se encuentran aquí incluyen la cobra india, cobra de monóculo, la víbora de Russel, y el krait común. Especies de varanos que se encuentran en el parque incluyen el de Bengala y el acuático. Otros reptiles serían las quince especies de tortugas como la endémica Pangshura sylhetensis o Kachuga sylhetensis y la tortuga montesa.
42 especies de peces se encuentran en la zona, incluyendo algunos del género Tetraodon.

## Turismo
Una buena época para visitar el parque es durante los meses de noviembre y mayo. El parque puede ser explorado montando en elefante o en automóviles de 4 tracciones. Hay varias torres de observación. El cercano Bosque de Reserva de Panbari es el mejor lugar para ver el Gibón Hoolock. 
Además hay otros sitios que pueden ser visitados en Kaziranga: las cascadas Kakochang a 13 kilómetros de Bokakhat, las ruinas de Numaligarh (de gran importancia arqueológica), y los jardines de té de Hathkhuli, Methoni, Difalu, Behora Borchapori.
Al parque se puede llegar:
- Por avión: El aeropuerto más cercano es el de Jorhat (96 kilómetros) que es conectado por vuelos con Calcuta, la que a su vez es conectada con otras ciudades de India.
- Por ferrocarril: La estación más cercana es Furkating (75 kilómetros de Kaziranga) que está conectada a Guwahati.
- Por carretera: Kaziranga (Kohora) a 217 kilómetros, Guwahati, Jorhat 96 kilómetros, Furkating 75 kilómetros.

## Galería de imágenes

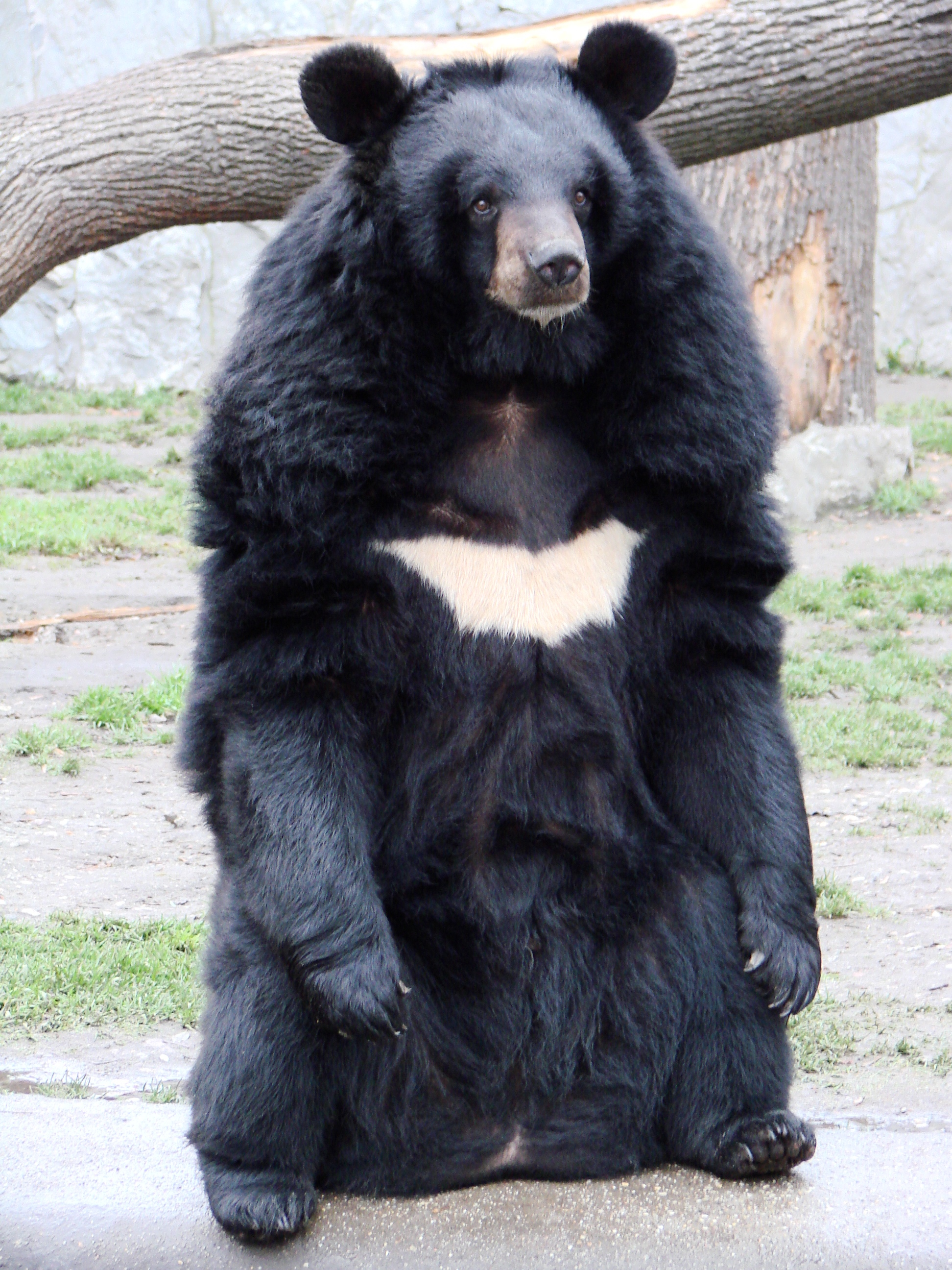
Oso tibetano (Ursus thibetanus).
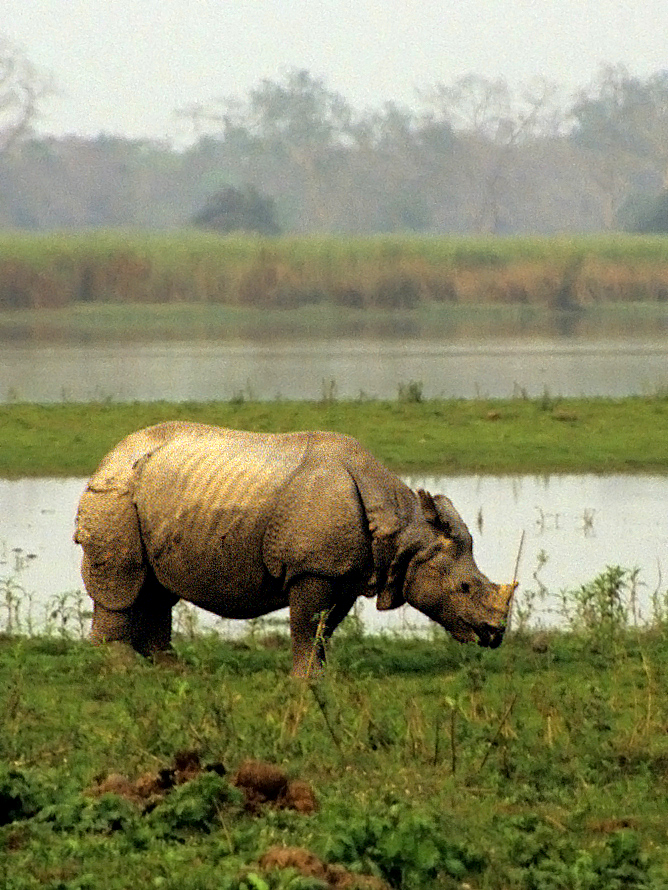
Rinoceronte indio en Kaziranga.
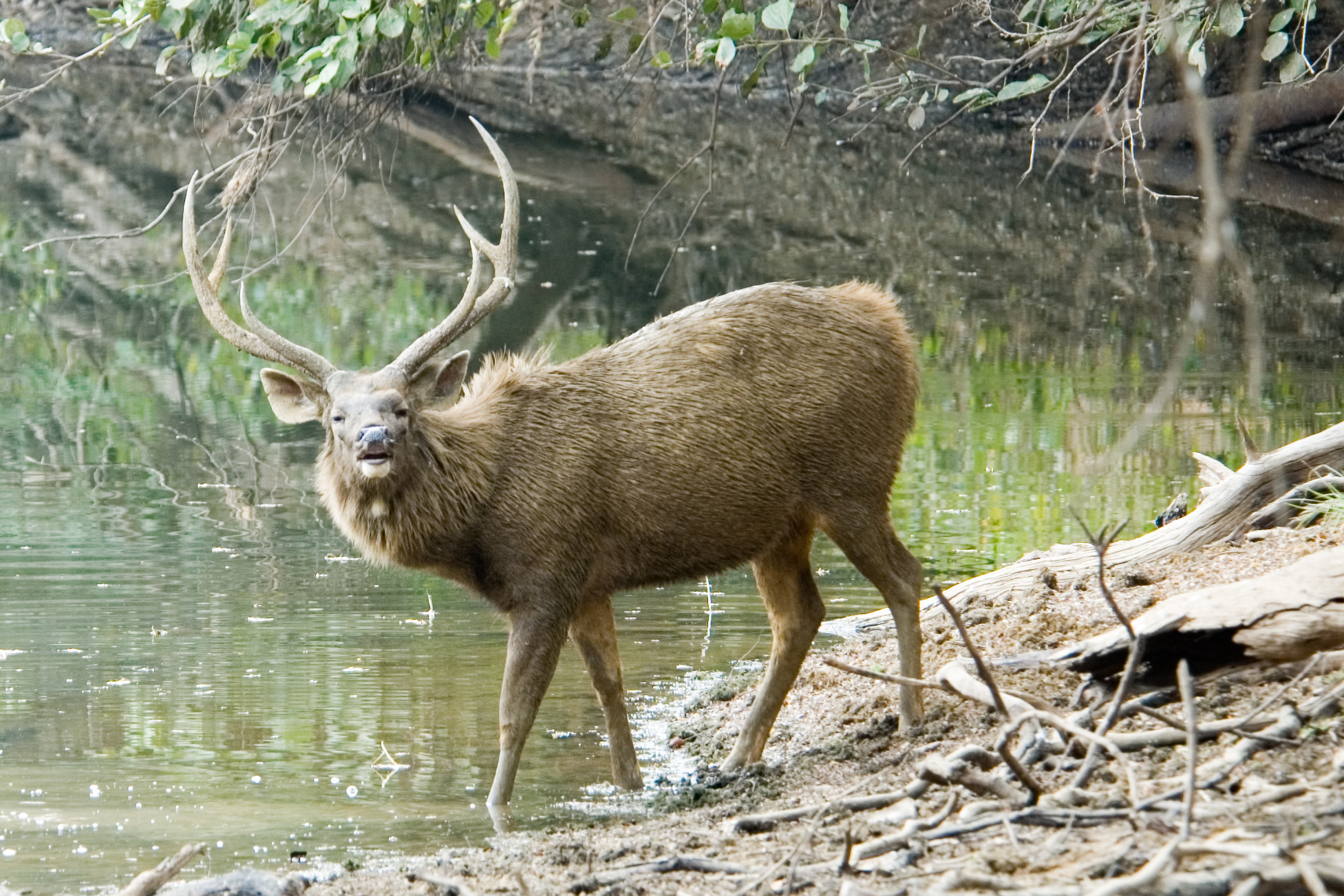
Ciervo sambar (Cervus unicolor).
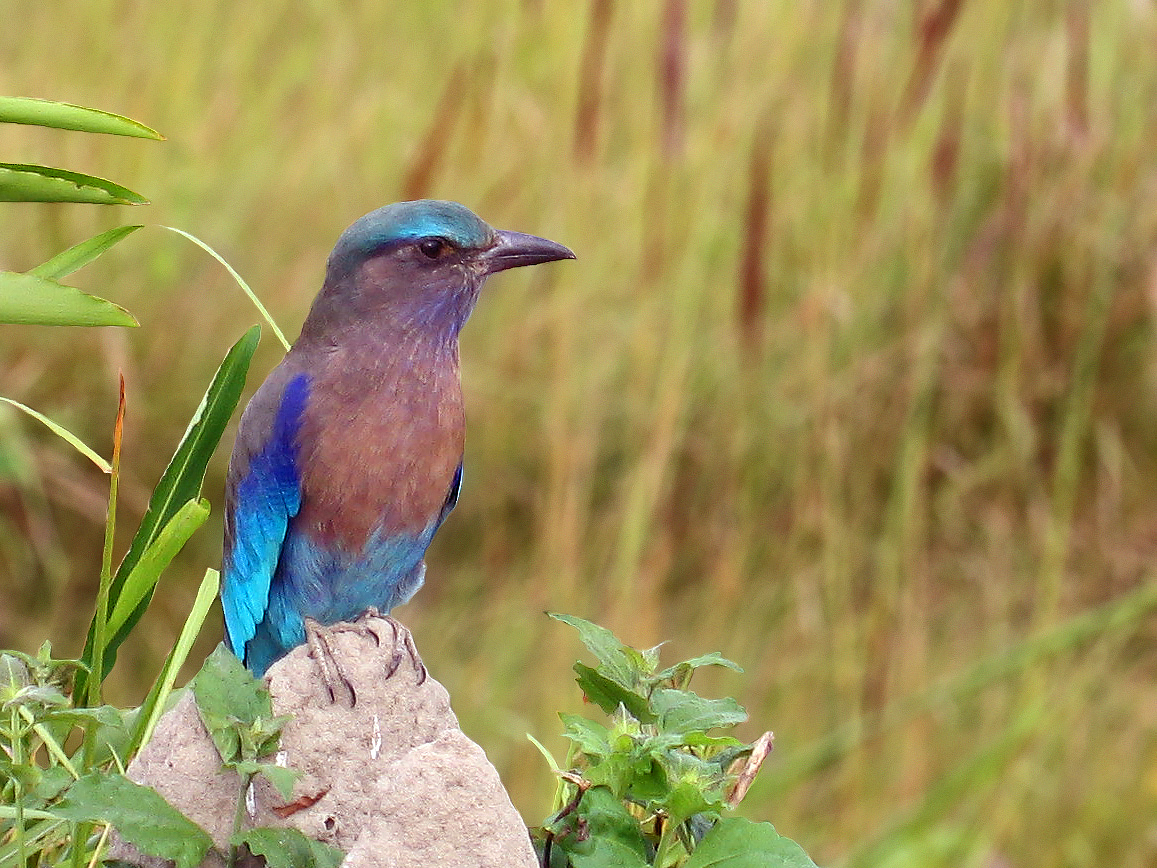
Carraca india (Coracias benghalensis) en Kaziranga.
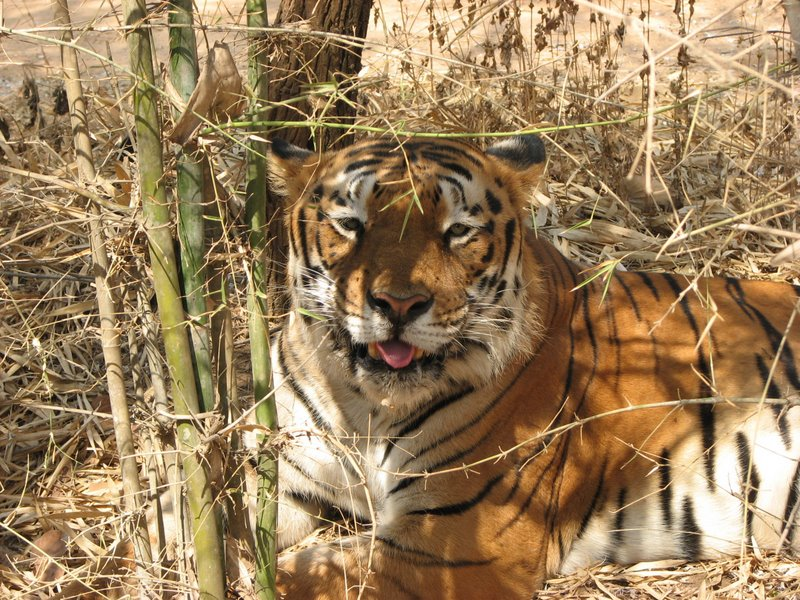
Tigre de Bengala (Panthera tigris tigris).
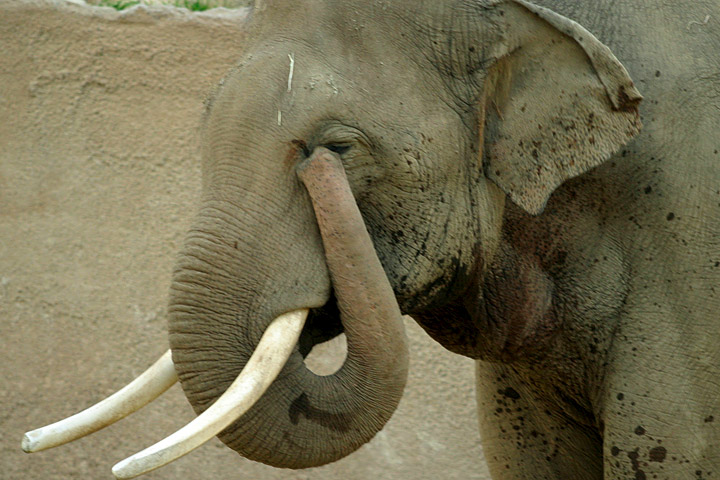
Elefante indio (Elephas maximus).
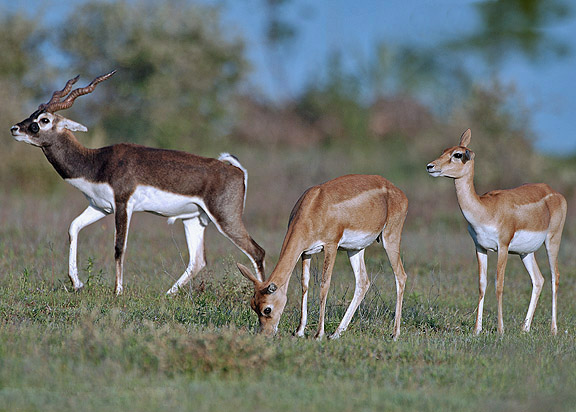
Antílope negro (Antilope cervicapra).
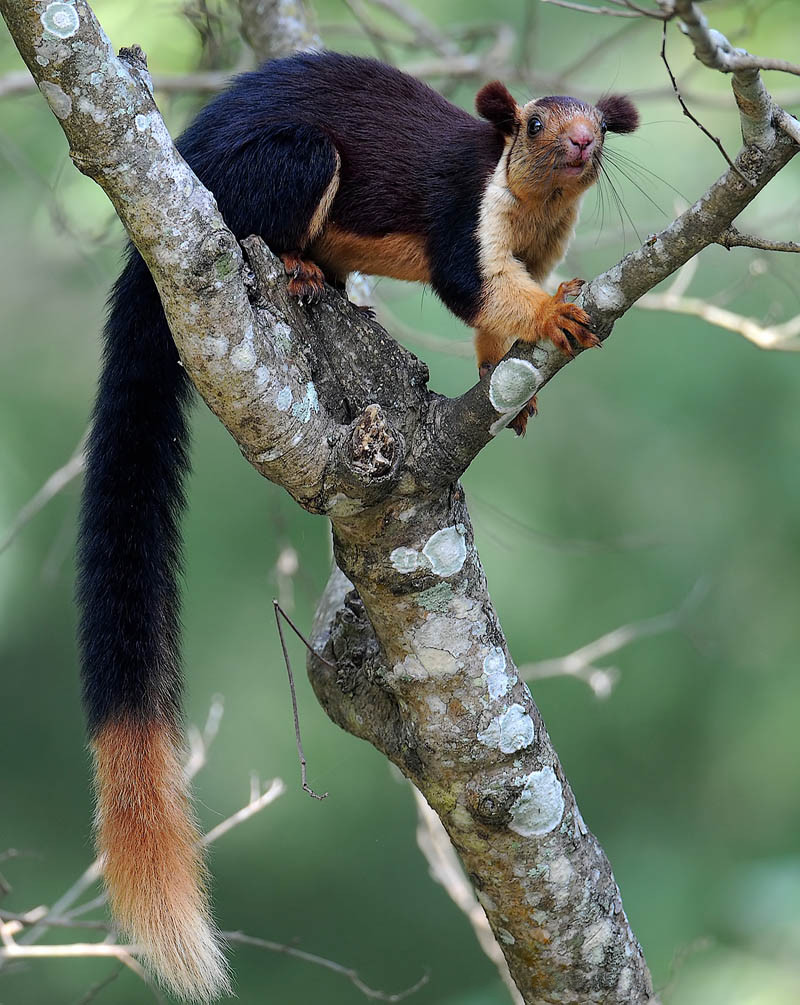
Ardilla gigante india (Ratufa indica).
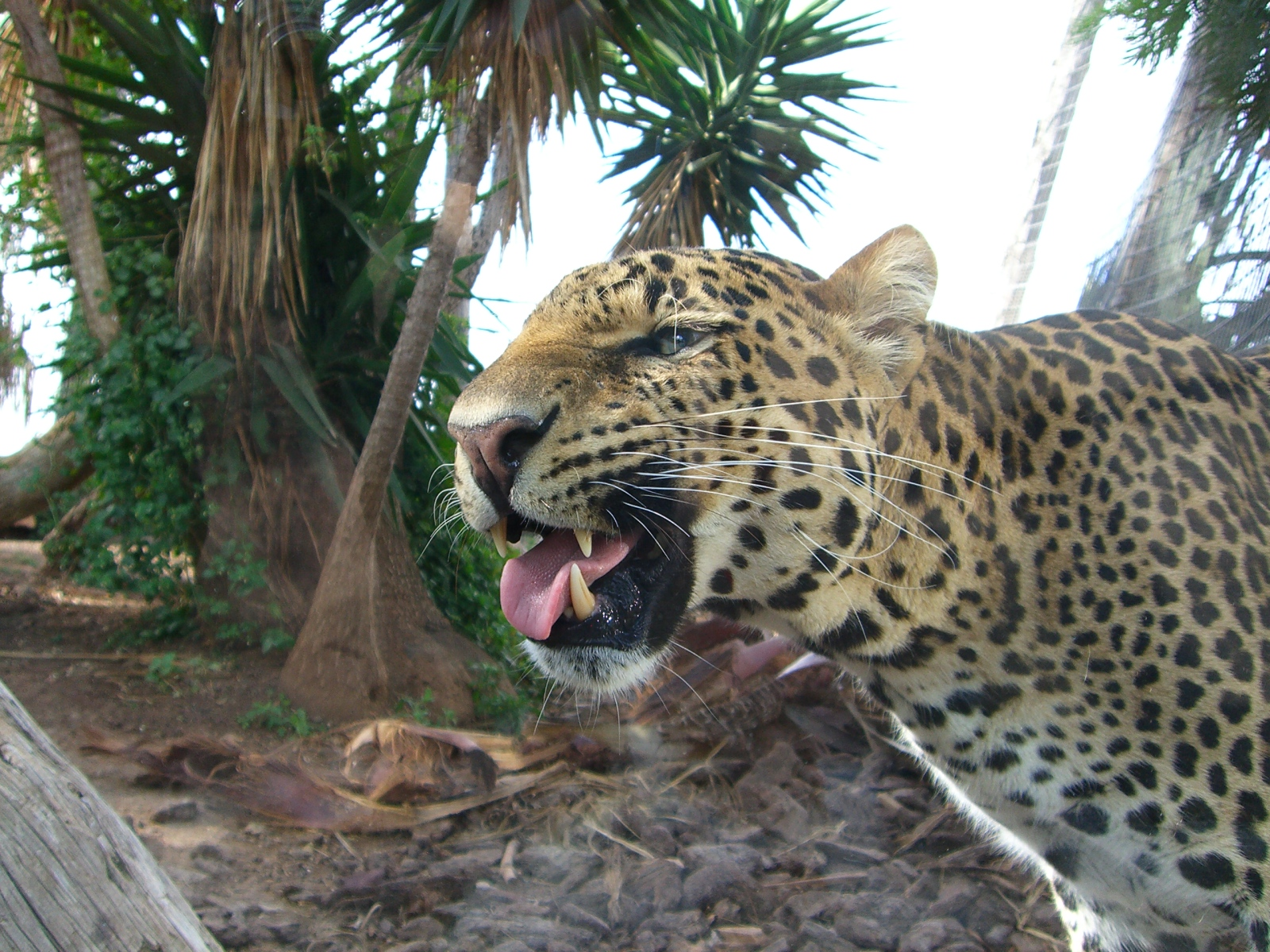
Leopardo indio (Panthera pardus fusca).
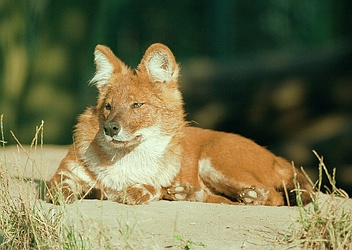
Cuón (Cuon alpinus).